# Scott Strausbaugh
Scott D. Strausbaugh (* 23. Juli 1963 in York, Pennsylvania) ist ein ehemaliger US-amerikanischer Kanute.

## Erfolge
Scott Strausbaugh wurde im Kanuslalom mit Joe Jacobi im Zweier-Canadier von 1988 bis 1992 fünfmal in Folge US-amerikanischer Meister. Zusammen traten sie auch bei den Olympischen Spielen 1992 in Barcelona an. Bei dem Wettkampf wurden zwei Läufe durchgeführt, wobei der schnellste für die Gesamtwertung herangezogen wurde. Nach 124,82 Punkten im ersten Lauf verbesserten sie sich danach im zweiten Lauf auf 122,41 Punkte, womit sie vor Miroslav Šimek und Jiří Rohan aus der Tschechoslowakei sowie den Franzosen Franck Adisson und Wilfrid Forgues Erste und damit auch Olympiasieger wurden.